# Andinobates virolinensis
Andinobates virolinensis es una especie de anfibio anuro de la familia Dendrobatidae.

## Distribución geográfica
Esta especie es endémica de Colombia. Se encuentra en los departamentos de Cundinamarca y Santander entre los 1300 y 1850 m sobre el nivel del mar en la vertiente occidental de la Cordillera Oriental.

## Publicación original
- Ruiz-Carranza & Ramírez-Pinilla, 1992: Una nueva especie de Minyobates (Anura: Dendrobatidae) de Colombia. Lozania, vol. 61, p. 1-16.[4]